# SLAM (protéine)
Les SLAM (pour « Signaling lymphocytic activation molecule ») constituent une famille de protéines.
Les différents membres en sont :
- SLAMF1 (CD150)
- SLAMF2 (CD48)[1]
- SLAMF3 (CD229, LY9)
- SLAMF4 (CD244)
- SLAMF5 (CD84)
- SLAMF6 (CD352)[2]
- SLAMF7 (CD319)[3]
- SLAMF8 (CD353)[4]
- SLAMF9[5]